# داچیا ۱۳۰۰
داچیا ۱۳۰۰ (انگلیسی: Dacia 1300) یک ماشین خانوادگی سایز متوسط بود که توسط شرکت رومانیایی داچیا ساخته می‌شد. "۱۳۰۰" اشاره به حجم موتور این خودرو داشت. اولین داچیا ۱۳۰۰ در ۲۳ اوت ۱۹۶۹ خط مونتاژ را ترک کرد و در تاریخ ۲۱ ژوئیه ۲۰۰۴، آخرین داچیا ۱۳۱۰ (نسخه سدان) با شماره ۱٫۹۵۹٬۷۳۰، درحالی که فقط یک ماه تا ۳۵ سالگی اش مانده بود ساخته شد.